# Ranzanico
Pradalunga là một đô thị ở tỉnh Bergamo trong vùng Lombardia của nước Ý, có vị trí cách khoảng 60 km về phía đông bắc của Milano và khoảng 11 km về phía đông bắc của Bergamo. As of 31 December 2006, đô thị này có dân số 4.460 người và diện tích là 8,39 km².
Đô thị Pradalunga có các frazione (đơn vị cấp dưới) Cornale.
Pradalunga giáp các đô thị: Albino, Cenate Sopra, Nembro, Scanzorosciate.